# 邊際危城：資本、帝國與抵抗視野下的香港
《邊際危城：資本、帝國與抵抗視野下的香港》（英語：City on the Edge: Hong Kong under Chinese Rule）是孔誥烽撰寫的書籍，於2022年經劍橋大學出版社出版。中譯本在同年7月1日經左岸文化出版，由程向剛翻譯:304。它以馬克思在《路易·波拿巴的雾月十八日》中的分析為基礎，認為一個地區能夠獲得的自治空間由世界經濟環境、地緣政治、當地民眾共同決定，於是從這三方面入手分析香港本身，令書籍分為「資本」、「帝國」、「抵抗」三大部分。
著者孔誥烽年輕時曾居於香港。之後移居美國，於當地约翰斯·霍普金斯大学獲得教職，負責教授政治经济学。在撰寫《邊際危城》之前，他便已有部分研究跟香港有關，並因此收集及保存了不少跟香港有關的資料。他表示要了解香港在2019年爆發的社會運動，先要從其歷史出發。因此他決定寫一本整理香港歷史的書籍，並採用國際視角去研究。
《邊際危城》在2024年獲得列文森圖書獎。評論者普遍讚揚《邊際危城》內容詳盡，能讓人更為了解香港。此外著作內容也讓他們對香港社會運動的走向有所反思。不過部分評論者亦認為著作應加入更多內容，或指當中某些內容存有不足。

## 背景
《邊際危城》的著者孔誥烽年輕時曾居於香港。之後移居美國，於當地约翰斯·霍普金斯大学獲得教職，負責教授政治经济学。在撰寫《邊際危城》之前，他便已有部分研究跟香港有關，並因此收集及保存了不少跟香港有關的資料。他表示要了解香港在2019年爆發的社會運動，先要從其歷史出發。因此他決定寫一本整理香港歷史的書籍，並採用國際視角去研究。他在2019年12月前往香港，以望在香港大學圖書館尋找特藏。但由於之前的香港中文大學衝突和理工大學衝突，香港大學收緊了出入限制，讓他不能直接進入圖書館。不過在其他學者的幫助下獲準進入。到了2020年2019冠状病毒病疫情於全球爆發時，他已搜集完需要的資料，開始寫書。他因此表示疫情使他不用通勤上班，能夠在外界干擾較少的情況下執筆。

## 內容
孔誥烽在《邊際危城》中以馬克思在路易·波拿巴的雾月十八日中的分析為基礎，認為一個地區能夠獲得的自治空間由世界經濟環境、地緣政治、當地民眾共同決定，於是從這三方面入手分析香港本身，令書籍分為「資本」、「帝國」、「抵抗」三大部分。

### 資本
他先從中國大陸在全球化當中身處的位置出發，分析香港在此事上的角色，指它從冷戰時期開始到主權移交後一直都是「中國大陸的離岸交易中心」。他反對香港作為金融中心的位置已被擁有更大股票市場的上海取代的說法，指出香港仍具有上海沒有的優勢，如更大的期貨和債券市場、更多元的金融服務、通用貨幣港元能夠自由兌換。而一國兩制除了具安撫香港居民的作用之外，還在經濟上有利於北京當局，讓後者能夠依賴香港實現經濟增長。他分析指香港能讓中國大陸經濟不完全開放的同時，吸引外資進入，並讓国有企业在香港上市集資。他以大多人民幣國際交易在香港發生作例證，指這一情況在中國大陸因各種規管而難以發生。但亦因1997年之後中國大陸的資本不斷湧入香港，令當地商人的話語權減少，讓位給中國大陸商人。除此之外，2007年—2008年環球金融危機、中美關係惡化、北京當局所認同的「西方衰落論」，也讓香港無法在經濟上再達到「雙贏」局面。
香港也因其自由港及與中國大陸其他地方不同的特殊地位，而在國際上成為獨立關稅區。但作者指出由於北京當局曾利用此一地位取得敏感技術，影響其他國家對待香港的方式，致使它們在政策制定上不再區分兩者。說明香港的特殊地位及北京政府能否利用香港達成目的，也取決於他國對香港的觀感。不過北京當局長期以來強調的是「一國」大於「兩制」。

### 帝國
作者指出，北京當局在意識形態上擁有加強對邊緣地區控制的傾向，因此即使得到制度或內部約束，及因有意維持香港金融中心的地位而在對港政策上有所克制，它還是會不斷地收緊控制。他表示一國兩制的起源是中國共產黨在1950年代應對西藏問題時所採用的政策，兩者都由鄧小平提議。最終西藏在同一年代跟北京政府的關係變得緊張，使得後者決定完全控制西藏。並在當地試圖引入漢族人，實行同化政策。滿清政府也曾在獲得新領土後以此一方式同化該土地。而鄧小平本人、參與基本法起草的李后、為北京當局撰寫對港政策文件的學者强世功皆提道對港政策是以西藏為藍本。作者因此提出從西藏被同化的歷史可預見未來的香港發展。而他認為香港反對逃犯條例修訂草案運動沒有像西藏般出現軍方鎮壓的原因是前者較受國際關注。

### 抵抗
孔誥烽亦探討了香港民主運動的起源及其跟香港本土意識的關係。他在回顧上述歷史時，写道在1970年代，香港因公共服務擴張而需要大量的人力從事教師、社工、醫療人員等職位。該些從業者後來成為新中產階級，並跟當時的學生一起推動草根運動。之後該些社運人士有不少成為民主運動的活躍份子:65。六四事件後，北京政府有意拉攏香港的金融精英，他們之後跟香港主力推動政治改革的中產和低下階層產生矛盾，但前者曾在2019年游說政府不要修訂逃犯條例。
不過主權移交前的社會運動基本都是和平的，直到移交後才變得激進及具認同政治色彩。孔誥烽認為這可歸因於北京政府擁有加強邊緣地區控制和融合的傾向，這一取向最終引起反效果。而每一次大型社會運動都會產生新的活動家，引起大眾聯繫。最終在政黨動員能力欠佳和北京政府加強控制的情況下，不斷產生大型社會運動，推動了2014年雨傘運動和2019年反對逃犯條例修訂草案運動的發展。除此之外，他亦讚揚陳雲寫出了《香港城邦論》，指他首度把香港本土意識以著作完整地論述，並寫道2009年五區公投時還沒有見到有關意識。他批評泛民主派對實現中國大陸民主化的訴求大於香港本身，及支持新移民來港，指後者會讓香港獨特性瓦解。他在著作中寫道2020年推行的《中華人民共和國香港特別行政區維護國家安全法》雖令一國兩制終結，但還是對香港未來持樂觀態度。

## 評價
評論者普遍讚揚《邊際危城》內容詳盡。香港城市大學的鄭煒讚揚其框架「堅實」，分析得不錯。布林莫爾學院的麥克多諾則寫道，書籍內容「震撼人心」。杜佩奇學院的馬修·格林（Matthew Green）對作者把香港在2023年左右的形勢與其歷史串連的寫法表示好評。任職於香港中文大學中國研究中心的夏添恩指著作有著「獨特的觀點」。《纽约书评》的評論者伊恩·約翰森（Ian Johnson）對著作的論證質量感到滿意。黎安友在《外交》上稱讚著作的歷史梳理。格林認為這本書籍適合「對香港和中國大陸有興趣的人」和研究「東亞、全球城市與發展」的學者閱讀。佛光大學社會學暨社會工作學系副教授鄭祖邦形容內文「流暢且清晰」，並讚揚作者的觀察。鄭煒和麥克多諾同樣認為該本著作能公眾和學術界獲得更多知識。不過，《出版者周刊》的評論雖認同上述讚美，但仍連同約翰森一起認為當中的政治經濟學分析及數據對非熟悉金融的人而言可能較難看懂。它在2024年獲得列文森圖書獎。
北卡罗来纳大学教堂山分校的伍卓駿讚揚了著作第一部分有關「資本」的分析。格林亦表示該部分能讓人了解香港在經濟上為中國大陸提供的角色。夏添恩批評著作認為香港本土商人在香港的話語權不及中國大陸商人這點，指香港商人仍有相當的影響力。格林和聖母大學的許田波讚揚作者把一國兩制跟北京政府為解決西藏主權問題和台灣問題而提出的方案放在一起比較。麥克多諾則讚揚這一角度「新穎」。鄭煒在評論這一部分時，指作者在論證香港不可避免被同化時寫得很好，不過批評作者沒有詳細解釋有什麼因素影響同化的速度快慢。夏添恩則認為著作沒有很好地論證北京是否以西藏作為藍本來應用在香港上，只舉出鄧小平在1980年代的說話作論證，無法證明之後的領導人是否在對港政策上參考了西藏。並表示從《香港基本法》和《中英聯合聲明》能看出西藏模式在很大程度上沒有套用在香港。
許田波認為作者部分說法有矛盾，例如在說香港尚有希望的同時認為一國兩制已死；並指作者雖批評泛民主派追求中國大陸實現民主化，但這與其主張主權移交後香港民主運動的主要目標是爭取香港民主及維持既有自由的說法矛盾。她亦指著作雖按部分本土派立場批評泛民主派支持中國大陸新移民來港，但認為有關聲音忽略了李柱銘早已反對有關政策。她和鄭煒亦在評價著作中有關反對逃犯條例修訂草案運動的段落時反思運動走向。前者認為大部分非建制派支持者沒嘗試過罷工和抵制商家，因此不是沒有更和平的手段爭取訴求。後者產生了若非建制派及其支持者沒嘗試改變政治平衡，運動在政府的拖延策略下自然消退，「結果會否有不同？」的疑問。
除此之外，部分評論者亦認為著作應加入更多內容，或指當中某些內容存有不足。格林對著作刻畫香港成為英屬香港之前的事感到不滿，指它們「多餘」。伍卓駿認為著作應加入更多影響香港居民對香港及北京政府觀感的事件，如SARS冠狀病毒在香港引起的疫情及銅鑼灣書店事件。夏添恩批評著作在描述反對逃犯條例修訂草案運動時視角過於西方，並應加入更多筆墨描述該場運動，如國際社會對該運動的影響，不應只重於北京政府對該運動的反應。鄭祖邦表示作者較忽略香港本土派跟左翼份子之間的矛盾。並指雖然他在描述香港年輕人的本土意識時，的確能從文化保育運動說起。但忽略了該些運動的反對對象與後來本土派不同。

## 外部連結
- . LSE IDEAS (访谈) (YouTube). 2022-07-01.